# إوز مستأنس
الإوز المستأنس هو إوز رمادي(إما إوزة ربداء أو إوزة سوان) مُدجن للاستفادة من لحمه وبيضه والريش المتساقط.

## الأصل والخصائص

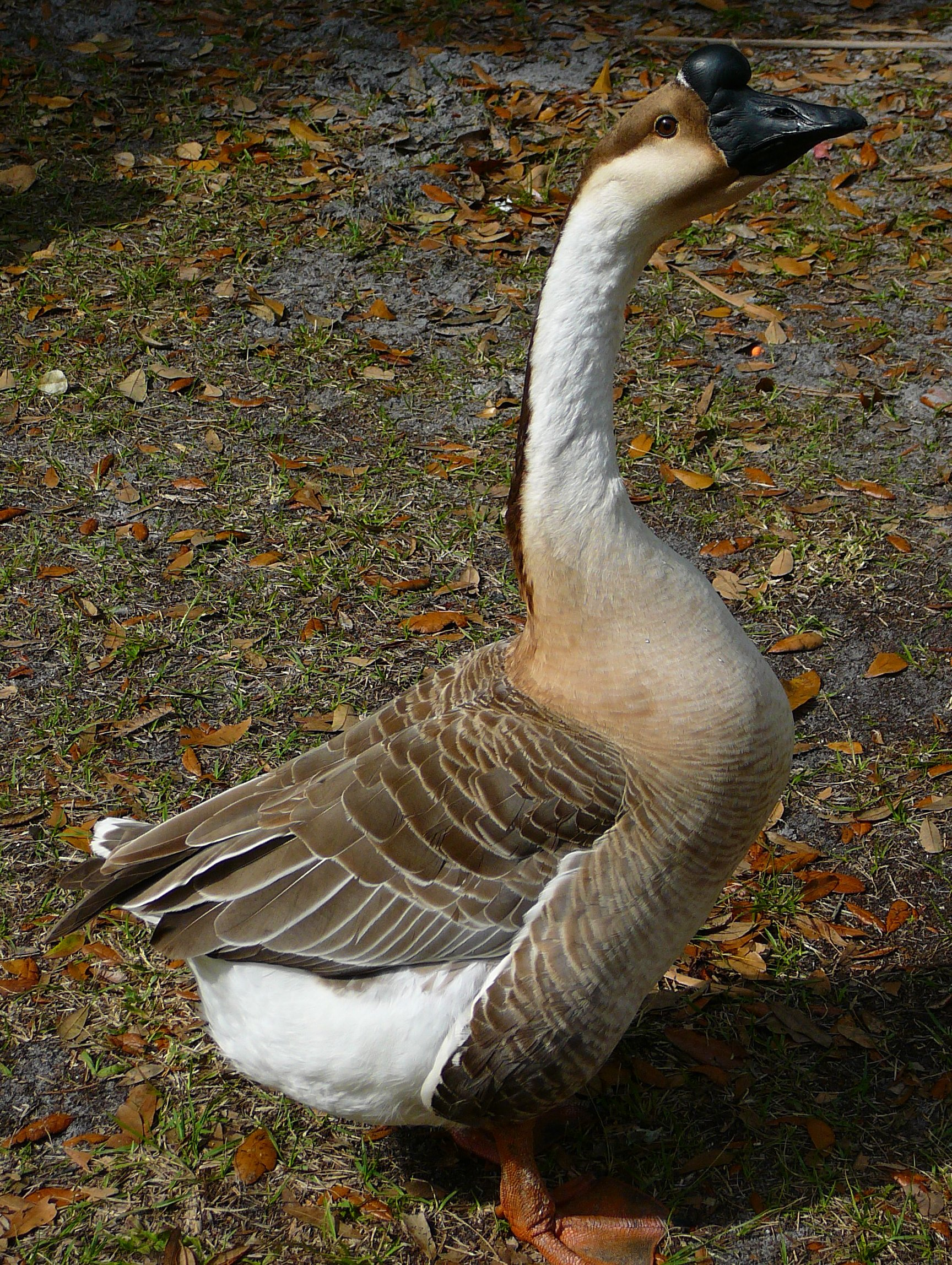
إوزة مستأنسة: وقفة مستقيمة ونهاية سمينة

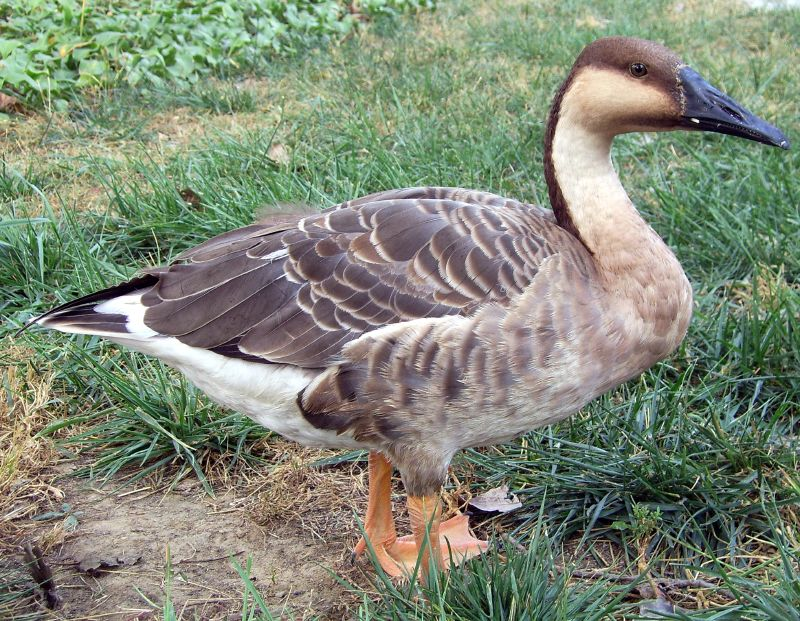
إوزة برية: وقفة أفقية ونهاية نحيلة

في أوروبا، شمال افريقيا، وغرب آسيا، ينحدر أصل الإوز المدجن من الإوزة الرمادية. أما في شرق آسيا، ينحدر أصل الإوز المدجن من الإوزة سوان، تُعرف بالإوزة الصينية. أُدخل كلا النوعين بشكل متزايد في الوقت الحديث، تتألف الأسراب الحديثة في كلا المنطقتين (وبقية المناطق مثل أستراليا وشمال أمريكا) من إما إحدى النوعين أو كلاهما والأنواع المهجنة منهما. تُميز الإوزة الصينية عن الأوروبية بعقدة كبيرة بمقدمة المنقار، بالرغم من أن الهجن تُظهر كل درجات التنوع والاختلاف بينهم.
تم تدجين الإوز منذ وقت طويل، حيث يُظهر دليل أثري بأن تدجين الإوز حدث في مصر قبل أكثر من 4000 سنة. تم اختيار الأصناف الكبيرة بسلالات وزنها 10 كيلوغرام (22 باوند)، مقارنة مع الحجم الأقصى لإوز سوان البري (3.5 كيلوغرام) والإوز البري الأوروبي (4.1 كيلوغرام). يؤثر الحجم على بنية الجسم، حيث تقف الإوزة البرية بشكل أفقي ولها نهاية نحيلة، أما الإوزة المستأنسة تختزن كمية كبيرة من الدهن في نهاية الذيل، مما يعطيها نهاية سمينة ويجبر الطائر على وقفة عمودية.
لدى الإوز المستأنس خصوبة عالية ويتم انتخابه من أجل هذه الميزة، حيث تضع الإنثى 50 بيضة كل سنة، مقارنة مع الإوزة البرية التي تضع 5-12 بيضات فقط.
تعطي الإوزات بيض كبير صالح للأكل، بوزن 120-170 غرام. يمكن استخدام البيض في الطبخ مثل بيض الدجاج، مع ذلك يملك بيض الإوز صفار أكثر، هذا يؤثر على كثافة الطبخ قليلا. يشابه طعم بيض الدجاج لكن بنكهة أقوى.
بما أن الإوز يملك صياح عالي وحساس للحركة الغريبة، يمكن أن تساهم في حماية الممتلكات. في أواخر الخمسينيات وفي جنوب فيتنام، استخدم شرطة فيتنام أسراب من الإوز لحراسة طائرة في الليل حيث تصدر ضجة على كل الدخلاء.

## الإوز في القصص والأساطير
عندما وصلت أفرودايت لأول مرة إلى الشاطئ واستقبلها إلهات الحسن، وكانت المركبة على شكل إوزة.
هناك حكايات عن الإوزة الأم، وهناك مثل مشهور عن الإوزة الذي تضع بيض ذهبي، حيث يُحذر من خطر الجشع.
قال تيتوس ليفيوس عن الإوزة في معبد جونو في هضبة كابيتولين أنها أنقذت روما من بلاد الغال حوالي سنة 390 قبل الميلاد عندما حدث هجوم ليلي. تحاول القصة شرح أصل سرب الإوز المقدس في روما.

## وصلات إضافية
- Article "Geese" in Cyclopedia of American Agriculture, Volume III, Animals (1907)